# Diplocentrus rectimanus
Espèce
Synonymes
- Diplocentrus moritzi Stahnke, 1981

Diplocentrus rectimanus est une espèce de scorpions de la famille des Diplocentridae.

## Distribution
Cette espèce est endémique de l'État d'Oaxaca au Mexique. Elle se rencontre vers San Felipe Tejalapam, Oaxaca de Juárez, Santa Cruz Xoxocotlán, Soledad Etla, Santiago Matatlán, San Lorenzo Albarradas, Santiago Tenango, San Bartolo Soyaltepec et San Pablo Villa de Mitla.

## Description
Le mâle holotype mesure 55 mm.
Diplocentrus rectimanus mesure de 45 à 69 mm. Ce scorpion est rougeâtre foncé.

## Publication originale
- Pocock, 1898 : Descriptions of some new scorpions from Central and South America. Annals and Magazine of Natural History, sér. 7, vol. 1, p. 384-394 (texte intégral).